# Gurla Mandhata
Gurla Mandhata, também chamado Naimona'nyi ou Memo Nani (em chinês:  納木那尼峰) é uma montanha do Tibete (China), com altitude de 7694 m e proeminência topográfica de 2788 m. Foi pela primeira vez escalada em 1985.
É a 34.ª mais alta montanha do mundo (usando um mínimo de 500 m de proeminência topográfica), e a mais alta da sua cordilheira, o Nalakankar Himal.
É notável por se encontrar bem no interior do Planalto Tibetano, uma vez que a maior parte das montanhas de altitude similar, com exceção do Shishapangma, a 14.ª mais alta montanha do mundo, se encontrarem mais perto dos seus limites ou mesmo fora, e se encontrar bastante longe de outras montanhas com mais de 7500 metros. Fica perto do lago Manasarowar e do pico sagrado do monte Kailash. O nome tibetano, Naimona'nyi, provém talvez de naimo = "erva medicinal", na = "preto", nyi = "lajes empilhadas / em camadas".

## História das ascensões
Em 1905 Thomas George Longstaff, acompanhado por dois guias alpinos e seis carregadores, fez uma tentativa de ascensão ao Gurla Mandhata. O grupo teve de regressar a cerca de 7000 m de altitude depois de ter apanhado uma avalanche e outras dificuldades. Tal foi um grande feito para a época, especialmente para um pequeno grupo: nessa época, nenhum cume acima dos 7000 m tinha sido escalado, e a altitude atingida por Longstaff foi um recorde de altitude em montanhismo.
A primeira ascensão com êxito foi feita por uma equipa sino-japonesa liderada por Katsutoshi Hirabayashi, via lado norte, em maio de 1985. Desde então, houve seis ascensões com êxito e duas falhadas.